# 孫承宗

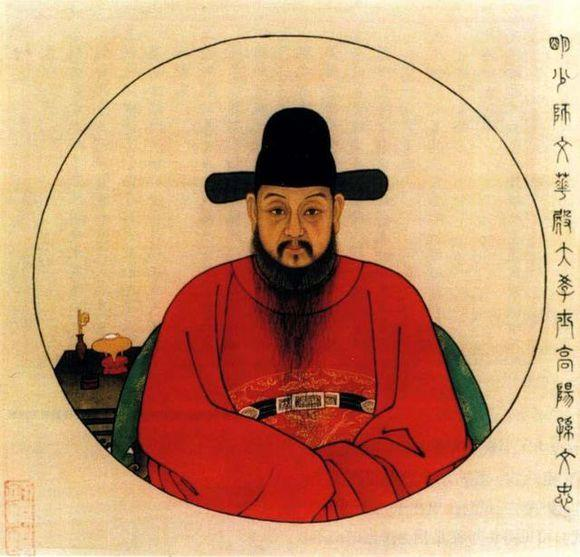
孫承宗

孫 承宗（そん しょうそう、1563年2月27日（嘉靖42年1月25日） - 1638年）は、明末の官員、将軍。字は稚縄。天啓帝の師。

## 生涯
保定高陽の人。文武両道に通じた。
万暦32年（1604年）、科挙に榜眼として及第し、翰林院編修になった。天啓元年（1621年）、左庶子として皇帝の日講官にあてられ、少詹事に進んだ。翌年、兵部尚書および東閣大学士に任ぜられ、自ら志願して関外の軍を監督した。孫承宗は逃亡した将を処分し、軍紀を粛正した。関外にある頃、11万の兵卒を鍛錬し、その一方で400里の土地を拓き、5000頃の田を開き、15万両の収益を上げた。天啓6年（1626年）、軍隊の簡素化に関して魏忠賢と意見が対立し、退役を自ら請うた。除隊して帰郷後、孫承宗は光禄大夫に上り、息子らは中書舎人、錦衣衛千戸に任ぜられた。
崇禎2年（1629年）に再入営し、通州と山海関で後金の侵攻を防いだ。その功により太傅を加えられたが、固辞した。崇禎4年（1631年）、再び関外に出て、松山、錦州の軍務を担当した。同年、友人の祖大寿が清軍に降った（実は偽降）ため弾劾を受け、病と称して帰郷した。その後、再召されたが出仕しなかった。
崇禎11年（1638年）、清軍に高陽を囲まれ、老齢の孫承宗は子や孫らと共に義勇軍を指揮して城を守ったが、清軍に城を破られ、一家揃って戦死した。文正の諡を南明の弘光帝から贈られた。

## 参考資料
- 『崇禎長編』
- 『明史』
- 『明季北略』